# Marcia Davenportová

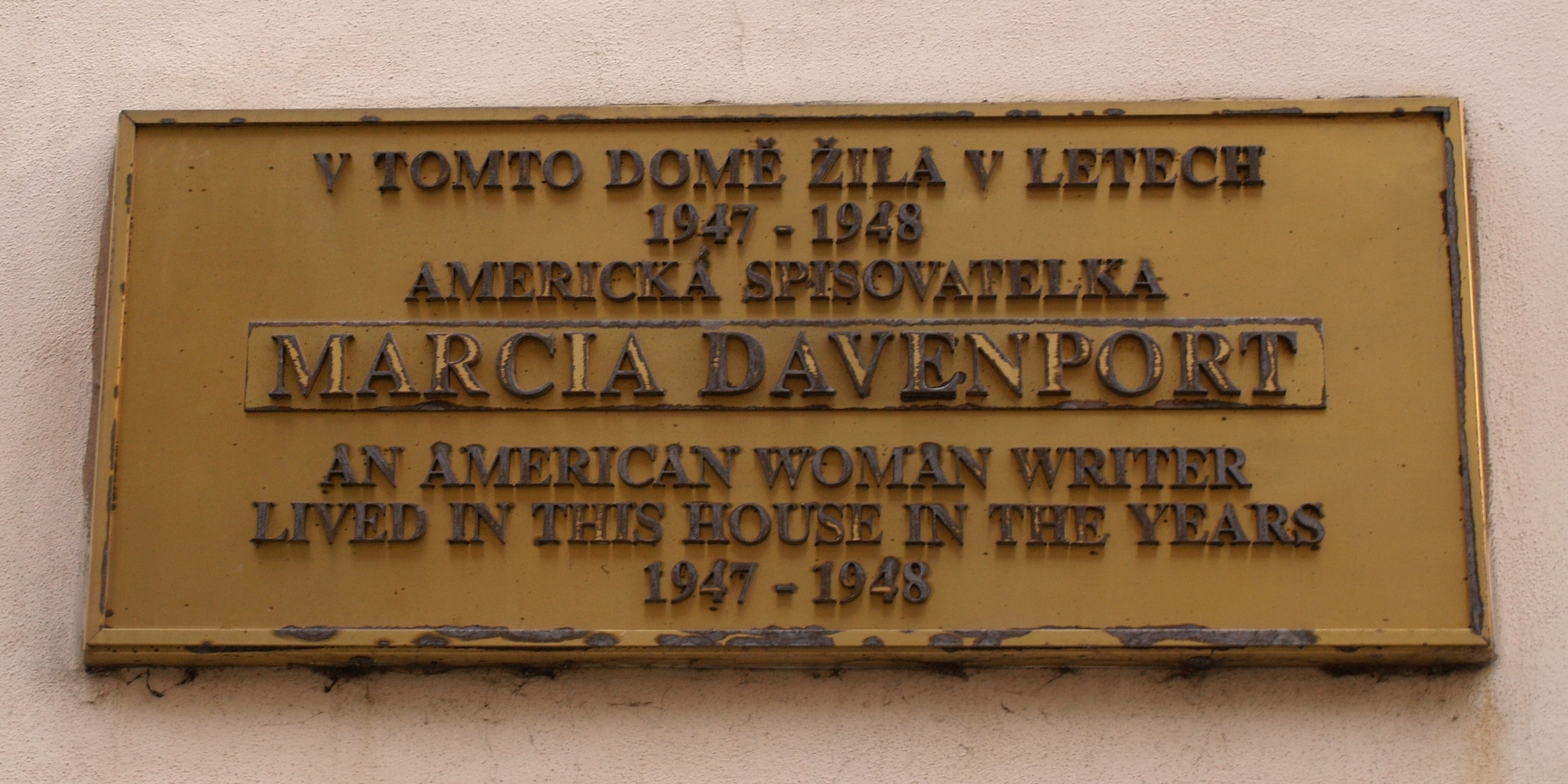
Pamětní deska na domě Loretánská 13 na Hradčanech

Marcia Davenportová, rozená Marcia Glicková (9. června 1903 New York – 16. ledna 1996 Monterey) byla americká spisovatelka, novinářka a muzikoložka, známá jako dlouholetá přítelkyně Jana Masaryka.
Pocházela z židovské rodiny, jejím otcem byl pojišťovací agent Bernard Glick a matkou operní pěvkyně Alma Glucková. Když jí bylo devět let, rodiče se rozvedli, jejím nevlastním otcem se stal houslista Efrem Zembalist. Cestovala s rodiči po celém světě a pohybovala se v uměleckých kruzích (blízkým přítelem rodiny byl Arturo Toscanini), studovala na Wellesley College a Alpské univerzitě v Grenoblu, konvertovala ke křesťanství a přijala křestní jméno Marcia. V roce 1923 se provdala za studenta Franklina D. Clarkea, o rok později porodila dceru Patricii a v roce 1925 se pár rozvedl. Po studiích se živila jako reklamní textařka, později začala psát recenze vážné hudby pro The New Yorker a The Stage, také komentovala rozhlasové přenosy z Metropolitní opery. Roku 1929 se provdala za novináře Russella Davenporta, s nímž měla druhou dceru Cornelii, manželství skončilo v roce 1944.
Je autorkou životopisu Wolfganga Amadea Mozarta, za účelem sběru materiálu navštívila Prahu, kterou si velmi oblíbila a naučila se česky. Společný zájem o hudbu vedl k jejímu sblížení s diplomatem a politikem Janem Masarykem, v roce 1948 plánovali sňatek a odchod na Západ; Masarykova předčasná smrt bývá vysvětlována tím, že ho komunisté zlikvidovali, aby svou emigrací nový režim nezdiskreditoval.
V USA byla uznávanou spisovatelkou, vydala knihu Údolí rozhodnutí (1942, česky 1947 Melantrich), popisující osudy majitelů ocelářské továrny v Pittsburghu v letech 1873–1941, která byla zfilmována roku 1945 Tay Garnettem s Gregorym Peckem a Greer Garsonovou v hlavních rolích. Dalšími jejími úspěšnými romány byly East Side, West Side (1947) a My Brother's Keeper (1954). Vydala také autobiografii Too Strong for Fantasy (1967), z nichž česky vyšla část věnovaná vztahu s Masarykem pod názvem Jan Masaryk – poslední portrét (1990). Na domě v pražské Loretánské ulici, kde v Praze žila, byla odhalena pamětní deska.